# ジョン・ガント
ジョン・マイケル・ガント（John Michael Gant, 1992年8月6日 - ）は、アメリカ合衆国ジョージア州サバンナ出身のプロ野球選手（投手）。右投右打。アメリカ独立リーグ・アトランティックリーグのロングアイランド・ダックス所属。

## 経歴

### プロ入りとメッツ傘下時代
2011年のMLBドラフト21巡目（全体642位）でニューヨーク・メッツから指名され、プロ入り。契約後、傘下のルーキー級ガルフ・コーストリーグ・メッツでプロデビュー。4試合（先発1試合）に登板して0勝1敗、防御率6.48、5奪三振を記録した。
2012年はアパラチアンリーグのルーキー級キングスポート・メッツとA級サバンナ・サンドナッツでプレーし、2球団合計で12試合に先発登板して3勝4敗、防御率4.98、52奪三振を記録した。
2013年はA-級ブルックリン・サイクロンズでプレーし、13試合に先発登板して6勝4敗、防御率2.89、81奪三振を記録した。
2014年はA級サバンナでプレーし、21試合に先発登板して11勝5敗、防御率2.56、114奪三振を記録した。
2015年はA+級セントルーシー・メッツとAA級ビンガムトン・メッツでプレーした。

### ブレーブス時代
2015年7月24日にフアン・ウリーベ、ケリー・ジョンソンとのトレードで、ロブ・ウェイレンと共にアトランタ・ブレーブスへ移籍した。移籍後は傘下のAA級ミシシッピ・ブレーブスでプレーし、移籍前を含めた3球団合計では24試合に先発登板して10勝5敗、防御率3.08、134奪三振を記録した。オフの11月19日にルール・ファイブ・ドラフトでの流出を防ぐために40人枠入りした。
2016年はメジャーの開幕ロースター入りを果たし、4月6日のワシントン・ナショナルズ戦でメジャーデビュー。この年メジャーでは20試合（先発7試合）に登板して1勝4敗、防御率4.86、49奪三振を記録した。

### カージナルス時代

セントルイス・カージナルス時代
(2018年9月9日)

2016年12月1日にハイメ・ガルシアとのトレードで、クリス・エリス、ルーク・ダイクストラと共にセントルイス・カージナルスへ移籍した。
2017年はマイナーで過ごす期間の方が多く、傘下のAAA級メンフィス・レッドバーズでは18試合に先発登板して6勝5敗、防御率3.83、99奪三振を記録した。メジャーでは7試合（先発2試合）に登板して0勝2敗、防御率4.67、11奪三振を記録した。
2018年は26試合（先発19試合）に登板して7勝6敗、防御率3.47、95奪三振を記録した。
2019年はリリーフに固定され、64試合に登板して11勝1敗3セーブ、防御率3.66、60奪三振を記録した。
2020年は17試合に登板して0勝3敗、防御率2.40、18奪三振を記録した。

### ツインズ時代
2021年7月30日にJ.A.ハップとのトレードで、エバン・シスクと共にミネソタ・ツインズへ移籍した。

### 日本ハム時代
2021年12月9日に北海道日本ハムファイターズと契約合意したことが発表された。年俸は2億4000万円プラス出来高、背番号は42。
2022年は右肘の状態が思わしくなく、球団の全支配下選手で唯一登板機会がないまま、6月14日に治療のために一時帰国した。その後再来日し、10月にはフェニックス・リーグや四国アイランドリーグplus選抜戦に出場し好投。11月30日に契約延長で合意した。年俸は5000万円プラス出来高。
2023年は開幕からファームで調整を続けていたが、4月21日に右肘の検査と治療のため帰国。6月30日に自由契約となり退団した。

### 独立リーグ時代
2025年3月4日にアメリカ独立リーグ・アトランティックリーグのロングアイランド・ダックスと契約を結んだ。4先発で防御率1.71、K％33.5％と周りを圧倒するピッチングを見せた。

### ロイヤルズ傘下時代
独立リーグでのピッチングが評価され、2025年5月20日にカンザスシティ・ロイヤルズと、マイナー契約を結んだ

## 投球スタイル
| 球種           | 割合 | 平均球速 | 平均球速 | 最高球速 | 最高球速 |
| 球種           | %    | mph      | km/h     | mph      | km/h     |
| シンカー       | 37.1 | 91.6     | 147.4    | 96.8     | 155.8    |
| チェンジアップ | 22.5 | 80.1     | 128.9    | 83.6     | 134.5    |
| カッター       | 19.6 | 85.4     | 137.4    | 92.1     | 148.2    |
| フォーシーム   | 12.2 | 92       | 148.1    | 97.2     | 156.4    |
| カーブ         | 5.6  | 74.7     | 120.2    | 78.6     | 126.5    |
| スライダー     | 3.1  | 80.1     | 128.9    | 82.5     | 132.8    |

最速99mph（約159.3km/h）のシンカーを主体とし、変化球ではチェンジアップとカットボール、稀にスライダーを投げる。新庄剛志は「バッターから見えづらいし。コントロールも低めに集まりそうでゴロを打たせてくれそうな」と評価している。

## 詳細情報

### NPB記録
- 一軍公式戦出場なし

### 年度別投手成績
| 年 度    | 球 団    | 登 板 | 先 発 | 完 投 | 完 封 | 無 四 球 | 勝 利 | 敗 戦 | セ 丨 ブ | ホ 丨 ル ド | 勝 率 | 打 者 | 投 球 回 | 被 安 打 | 被 本 塁 打 | 与 四 球 | 敬 遠 | 与 死 球 | 奪 三 振 | 暴 投 | ボ 丨 ク | 失 点 | 自 責 点 | 防 御 率 | W H I P |
| -------- | -------- | ----- | ----- | ----- | ----- | -------- | ----- | ----- | -------- | ----------- | ----- | ----- | -------- | -------- | ----------- | -------- | ----- | -------- | -------- | ----- | -------- | ----- | -------- | -------- | ------- |
| 2016     | ATL      | 20    | 7     | 0     | 0     | 0        | 1     | 4     | 0        | 0           | .200  | 222   | 50.0     | 54       | 7           | 21       | 3     | 2        | 49       | 4     | 0        | 32    | 27       | 4.86     | 1.50    |
| 2017     | STL      | 7     | 2     | 0     | 0     | 0        | 0     | 1     | 0        | 0           | .000  | 76    | 17.1     | 17       | 4           | 10       | 1     | 1        | 11       | 0     | 0        | 9     | 9        | 4.67     | 1.56    |
| 2018     | STL      | 26    | 19    | 0     | 0     | 0        | 7     | 6     | 0        | 0           | .538  | 487   | 114.0    | 91       | 9           | 57       | 3     | 2        | 95       | 5     | 0        | 54    | 44       | 3.47     | 1.30    |
| 2019     | STL      | 64    | 0     | 0     | 0     | 0        | 11    | 1     | 3        | 19          | .917  | 269   | 66.1     | 51       | 4           | 34       | 1     | 0        | 60       | 1     | 0        | 29    | 27       | 3.66     | 1.28    |
| 2020     | STL      | 17    | 0     | 0     | 0     | 0        | 0     | 3     | 0        | 7           | .000  | 61    | 15.0     | 9        | 0           | 7        | 0     | 0        | 18       | 1     | 0        | 6     | 4        | 2.40     | 1.07    |
| 2021     | STL      | 25    | 14    | 0     | 0     | 0        | 4     | 6     | 0        | 1           | .400  | 345   | 76.1     | 64       | 6           | 56       | 2     | 5        | 56       | 0     | 0        | 32    | 29       | 3.42     | 1.57    |
| 2021     | MIN      | 14    | 7     | 0     | 0     | 0        | 1     | 5     | 0        | 1           | .167  | 146   | 33.2     | 31       | 4           | 15       | 0     | 1        | 36       | 3     | 0        | 24    | 21       | 5.61     | 1.37    |
| '21計    | MIN      | 39    | 21    | 0     | 0     | 0        | 5     | 11    | 0        | 2           | .313  | 491   | 110.0    | 95       | 10          | 71       | 2     | 6        | 92       | 3     | 0        | 56    | 50       | 4.09     | 1.51    |
| MLB：6年 | MLB：6年 | 173   | 49    | 0     | 0     | 0        | 24    | 26    | 3        | 28          | .480  | 1606  | 372.2    | 317      | 34          | 200      | 10    | 11       | 325      | 14    | 0        | 186   | 161      | 3.89     | 1.39    |

- 2023年度シーズン終了時

### 年度別守備成績
| 年 度 | 球 団 | 投手（P） | 投手（P） | 投手（P） | 投手（P） | 投手（P） | 投手（P） |
| 年 度 | 球 団 | 試 合     | 刺 殺     | 補 殺     | 失 策     | 併 殺     | 守 備 率  |
| ----- | ----- | --------- | --------- | --------- | --------- | --------- | --------- |
| 2016  | ATL   | 20        | 3         | 3         | 0         | 1         | 1.000     |
| 2017  | STL   | 7         | 1         | 4         | 0         | 0         | 1.000     |
| 2018  | STL   | 26        | 13        | 8         | 0         | 0         | 1.000     |
| 2019  | STL   | 64        | 5         | 7         | 0         | 0         | 1.000     |
| 2020  | STL   | 17        | 1         | 2         | 0         | 0         | 1.000     |
| 2021  | STL   | 25        | 4         | 13        | 1         | 3         | .944      |
| 2021  | MIN   | 14        | 0         | 3         | 1         | 0         | .750      |
| '21計 | MIN   | 39        | 4         | 16        | 2         | 3         | .909      |
| MLB   | MLB   | 173       | 27        | 40        | 2         | 4         | .971      |

- 2023年度シーズン終了時

### 背番号
- 52（2016年）
- 53（2017年 - 2021年7月29日）
- 33（2021年8月1日 - 同年終了）
- 42（2022年 - 2023年6月30日）